# Espace mesuré
Cet article court présente un sujet plus développé dans : Mesure (mathématiques).
Ne doit pas être confondu avec Espace mesurable.
Un espace mesuré est l'un des concepts mathématiques principaux de la théorie de la mesure, la branche des mathématiques qui généralise les notions géométriques d'aire ou de volume.
Un espace mesuré est un ensemble où, d'une part on a distingué les sous-ensembles qui peuvent être mesurés (une tribu), et d'autre part on a défini la manière avec laquelle ils seront mesurés (la mesure). La notion d'espace mesuré est notamment importante pour définir formellement les probabilités.
On parle d'espace mesurable si l'on ne donne que les deux premiers éléments (l'ensemble et la tribu), sans spécifier la mesure. Autrement dit, un espace mesuré est un espace mesurable que l'on a muni d'une mesure.

## Définition
On appelle espace mesuré un triplet {\displaystyle (X,{\mathcal {A}},\mu )}, où {\displaystyle X} est un ensemble, {\displaystyle {\mathcal {A}}} une tribu sur {\displaystyle X} et {\displaystyle \mu } une mesure sur {\displaystyle {\mathcal {A}}}. Le couple {\displaystyle (X,{\mathcal {A}})} est alors appelé un espace mesurable,.
En théorie des probabilités, on va considérer le cas particulier où la mesure est une mesure de probabilité, généralement notée {\displaystyle \mathbb {P} }. Le triplet {\displaystyle (X,{\mathcal {A}},\mathbb {P} )} ainsi constitué est alors appelé un espace probabilisé.

## Exemple
Considérons l'ensemble X = {0,1} muni de la tribu discrète, c'est-à-dire l'ensemble des parties de X, soit :
{\displaystyle {\mathcal {A}}=\left\{\emptyset ,\left\{0\right\},\left\{1\right\}\left\{0,1\right\}\right\}}
on définit la mesure μ telle que
{\displaystyle \mu \left(\left\{0\right\}\right)=\mu \left(\left\{1\right\}\right)={\frac {1}{2}}}
par définition d'une mesure, on a immédiatement 
{\displaystyle \mu \left(\emptyset \right)=0\qquad \mu \left(X\right)=1}
L'espace ainsi défini (X, A, μ) est un espace mesuré. Vu que μ(X) = 1 c'est même un espace probabilisé, la mesure μ correspondant à une loi de Bernoulli de probabilité p = 1⁄2 représentant un tirage à pile ou face avec une pièce équilibrée.
On peut, sur le même espace, définir une mesure μ' où par exemple
{\displaystyle \mu ^{\prime }\left(\left\{0\right\}\right)=0.6\qquad \mu ^{\prime }\left(\left\{1\right\}\right)=0.4}
ce qui correspondrait à une loi de Bernoulli de paramètre p = 0,6 représentant une pièce truquée.

## Propriétés des mesures
Les espaces mesurés peuvent être catégorisés selon les propriétés de leur mesure.
- Si μ(X) est fini, on parlera de mesure finie (ou bornée). En particulier si μ(X) = 1, alors c'est une mesure de probabilité; l'espace mesuré est un espace probabilisé.
- Si X peut être recouvert par une famille dénombrable de sous-ensembles de mesure finie, μ(X) est une mesure sigma-finie.

- La mesure est complète si la tribu A sur laquelle μ est définie contient tous les sous-ensembles négligeables de X.